# Municipio de Upper Bern
El municipio de Upper Bern (en inglés: Upper Bern Township) es un municipio ubicado en el condado de Berks en el estado estadounidense de Pensilvania. En el año 2000 tenía una población de 1.479 habitantes y una densidad poblacional de 31.3 personas por km².

## Geografía
El municipio de Upper Bern se encuentra ubicado en las coordenadas 40°29′30″N 76°07′23″O / 40.49167, -76.12306.

## Demografía
Según la Oficina del Censo en 2000 los ingresos medios por hogar en la localidad eran de $50,991 y los ingresos medios por familia eran $55,563. Los hombres tenían unos ingresos medios de $32,270 frente a los $24,688 para las mujeres. La renta per cápita para la localidad era de $20,499. Alrededor del 3,7% de la población estaba por debajo del umbral de pobreza.